# Imperiul Roman de Apus
Imperiul Roman de Apus se referă la jumătatea de vest a Imperiului Roman, de la diviziunea lui Dioclețian din 285; cealaltă jumătate a Imperiului Roman a fost Imperiul Roman de Răsărit, astăzi cunoscut ca Imperiul Bizantin.
Roma a încetat să mai fie capitală de la data acestei divizări. În 286 capitala Imperiului Roman de Apus a devenit Mediolanum (orașul Milano de astăzi). În 402 capitala a fost din nou mutată, de această dată la Ravenna.
Imperiul Roman de Apus a existat intermitent în mai multe perioade între secolele al III-lea și al V-lea, după tetrarhia lui Dioclețian și reunificările asociate lui Constantin cel Mare și Iulian Apostatul (324–363). Teodosiu I (379–395) a fost ultimul împărat roman care a domnit peste un Imperiu Roman unificat. După moartea sa în 395, Imperiul Roman a fost divizat. Imperiul Roman de Apus s-a încheiat oficial cu abdicarea lui Romulus Augustus sub presiunea lui Odoacru la data de 4 septembrie 476 și neoficial cu moartea lui Julius Nepos în 480.
În ciuda unei scurte perioade de recucerire a sa de către Imperiul Roman de Răsărit, Imperiul Roman de Apus nu se va mai ridica din nou. Odată ce Imperiul Roman de Apus s-a prăbușit, o nouă eră a început în istoria Europei de Vest: Evul Mediu numit în secolul  al XIX-lea și „epoca întunecată”.

## Istoric

### Nașterea Imperiului
Pe măsură ce Republica Romană s-a extins, aceasta a ajuns la un punct în care guvernul central din Roma nu a mai putut conduce eficient provinciile îndepărtate. În special comunicațiile și transporturile erau problematice, având în vedere marea extindere a Imperiului. Știri despre invazii, revolte, calamități naturale sau izbucnirea unor epidemii erau purtate de către nave sau curieri călare, deseori necesitând mult timp pentru a ajunge la Roma, precum și pentru ca ordinele de la Roma să fie puse în aplicare în provincia de origine. Din acest motiv, guvernatorii provinciilor aveau comanda de facto în numele Republicii Romane.
Înainte de stabilirea Imperiului, teritoriile din Republica Romană fuseseră împărțite între membrii celui de-al doilea triumvirat, compus din Octavian, Marc Antoniu, și Marcus Aemilius Lepidus. Antoniu a primit provinciile din est: Achaea, Macedonia și Epir (aproximativ Grecia de astăzi), Bithynia, Pontus și Asia (aproximativ Turcia din zilele noastre), Siria, Cipru și Cyrenaica. Aceste teritorii fuseseră cucerite înainte de către Alexandru cel Mare ; astfel, o mare parte a aristocrației era de origine greacă. Întreaga regiune, în special marile orașe, fuseseră în majoritate asimilate în cultura greacă, greaca deseori servind drept lingua franca.

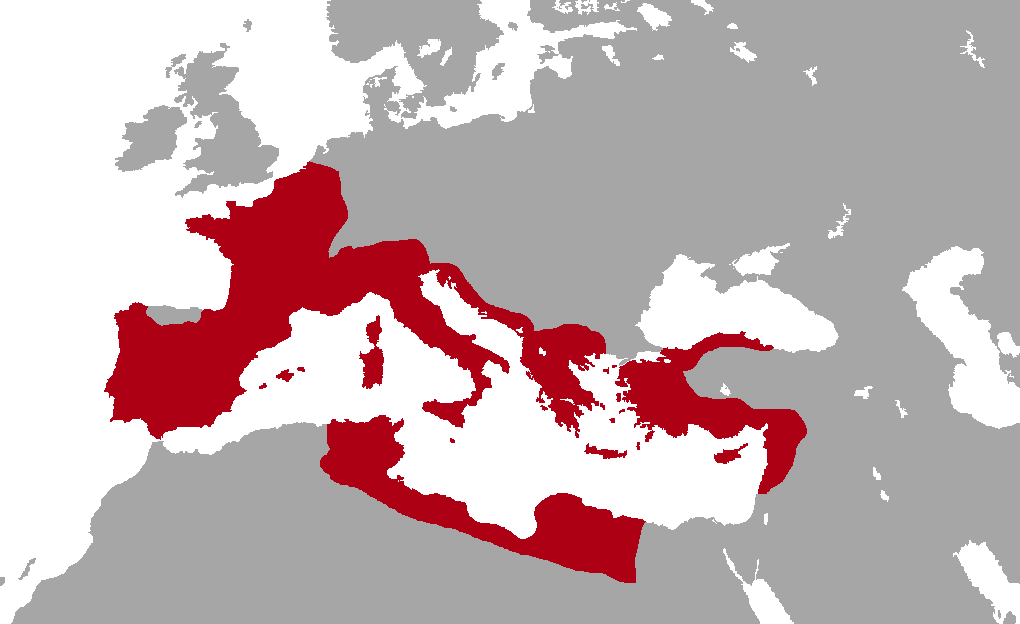
Republica Romană înaintea cuceririlor lui Octavian

Octavian, pe de altă parte, a obținut provinciile romane din vest: Italia (Italia modernă), Gallia (Franța actuală), Gallia Belgica (părți din Belgia, Olanda și Luxemburg de astăzi) și Hispania (Spania și Portugalia din zilele noastre). Aceste pământuri includeau, de asemenea, colonii grecești și cartagineze în zonele de coastă, deși triburi celtice, cum ar fi galii și celtiberii, predominau din punct de vedere cultural.
Lepidus a primit mica provincie Africa (aproximativ Tunisia modernă). Octavian a luat în curând Africa de la Lepidus, adăugând între timp colonia greacă a Siciliei (Sicilia actuală) posesiunilor sale.
După înfrângerea lui Marc Antoniu, victoriosul Octavian controla un Imperiu Roman unit. Deși în Imperiul Roman existau multe culturi distincte, adeseori s-a afirmat că toate acestea au suferit o romanizare treptată. Cu toate că au existat două culturi predominante, cea greacă în est și cea latină în vest, imperiul a funcționat eficient ca un ansamblu integrat. Evoluțiile politice și militare vor realinia în ultimă instanță Imperiul de-a lungul acestor linii culturale și lingvistice.

### Rebeliuni, răscoale și consecințe politice
Rebeliuni și răscoale minore au fost evenimente destul de comune în întreg Imperiul. Triburi sau orașe cucerite se vor revolta, iar legiunile vor fi detașate pentru a zdrobi rebeliunile. Deși acest proces era simplu în timp de pace, putea fi considerabil mai complicat în timp de război, ca de exemplu în Marea revoltă evreiască.
Într-o campanie militară de anvergură, legiunile, sub generali cum ar fi Vespasian, erau mult mai numeroase. Pentru a asigura loialitatea unui comandant, un împărat pragmatic putea ține unii membri ai familiei generalului ca ostatici. În acest scop, Nero i-a ținut captivi în mod eficient pe Domițian și Quintus Petillius Cerialis, guvernatorul Ostiei, care erau fratele mai mic, respectiv cumnatul lui Vespasian. Domnia lui Nero s-a încheiat doar cu revolta Gărzii Pretoriene, care fusese mituită în numele lui Galba. Garda Pretoriană, o figurativă „sabie a lui Damocles”, era adesea percepută ca fiind de loialitate dubioasă. Urmând exemplul acesteia, legiunile de la granițe au participat din ce în ce mai mult la războaie civile.
Principalul inamic în vest era reprezentat de triburile germanice din spatele râurilor Rin și Dunăre. Augustus încercase să le cucerească, dar în cele din urmă s-a retras după înfrângerea suferită în Bătălia din Pădurea Teutoburgică.

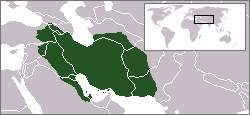
Imperiul Part, vechiul rival al Romei, la apogeul expansiunii sale, cca. 60 d.Hr.

Parția, în est, pe de altă parte, se afla la prea mare distanță și era prea puternică pentru a fi cucerită. Orice invazie partă era înfruntată și de obicei învinsă și în mod similar parții respingeau orice invazie romană, creând o situație de impas.
Controlul frontierei de vest a Romei era destul de ușor, pentru că se găsea relativ aproape, dar controlul ambelor frontiere în același timp pe vreme de război era dificil. În cazul în care împăratul se afla aproape de frontiera de est, erau șanse mari ca un general ambițios să se revolte în vest și vice-versa, făcând astfel Imperiul vulnerabil din două părți. Acest oportunism pe vreme de război a afectat mulți împărați legitimi și într-adevăr a pavat drumul spre putere pentru mai mulți viitori împărați.

### Stagnare economică în vest
Roma și Peninsula Italică au început să sufere o încetinire economică pe măsură ce industriile și banii au început să se deplaseze spre exterior. Până la începutul secolului al II-lea, stagnarea economică din Imperiul Roman antic s-a reflectat prin împărații născuți în provincii, cum ar fi Traian și Hadrian. Pe măsura trecerii timpului, problemele economice au crescut în forță și frecvență.

### Criza dinsecolul al III-lea

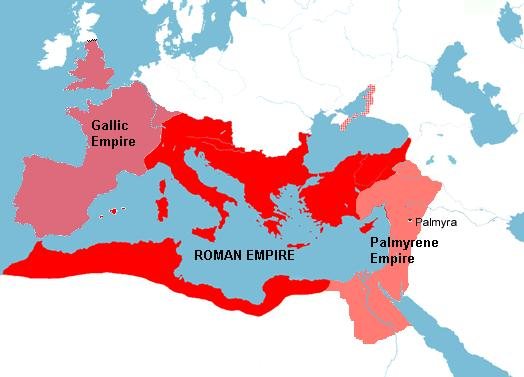
Imperiul Roman în 271

Începând cu 18 martie 235, de la asasinarea împăratului Alexandru Severus, Imperiul Roman s-a scufundat într-o perioadă de 50 de ani de război civil, cunoscut azi drept Criza din secolul al III-lea. Nașterea dinastiei belicoase sasanide în Parția a reprezentat o amenințare majoră pentru Roma în est. Demonstrând pericolul crescut, împăratul Valerian a fost capturat de Shapur I în 259. Cel mai mare fiu al lui și moștenitor-aparent, Gallienus, a reușit să obțină domnia și a pornit lupta pe frontiera de est. Fiul lui Gallienus, Saloninus și prefectul pretorian Silvanus își aveau reședința în Colonia Agrippina (modernul Köln) pentru a consolida loialitatea legiunilor locale. Totuși, Marcus Cassianius Latinius Postumus, guvernatorul local al provinciilor germane, s-a răzvrătit; asaltul lui asupra Coloniei Agrippina a dus la moartea lui Saloninus și a prefectului. În confuzia care a urmat, un stat independent, cunoscut ca Imperiul Galic, a apărut.
Capitala acestuia era Augusta Treverorum (Trierul de astăzi) și și-a extins rapid controlul asupra provinciilor germane și galice și peste toată Hispania și Britannia. Avea propriul senat iar o listă parțială a consulilor săi încă mai supraviețuiește. A menținut religia romană, limba și cultura și a fost mult mai preocupat cu lupta împotriva triburilor germanice decât împotriva altor romani. Cu toate acestea, în timpul domniei lui Claudius Gothicus (268-270), mari teritorii ale Imperiului Galic au fost restaurate conducerii romane.
În aproximativ același timp, provinciile de est au fost integrate în Imperiul Palmyrei sau Imperiul Palmyrez, sub conducerea reginei Zenobia.
În 272, împăratul Aurelian a reușit în sfârșit să supună Palmyra și să revendice teritoriul acesteia în numele Imperiului. Cu estul asigurat, el și-a întors atenția înspre vest, ocupând Imperiul Galic un an mai târziu. Datorită unei înțelegeri secrete dintre Aurelian și împăratul galic Tetricus I și fiul său Tetricus al II-lea, armata galică a fost învinsă rapid. În schimb, Aurelian le-a cruțat viețile și le-a oferit celor doi foști rebeli poziții importante în Italia.

### Tetrarhia

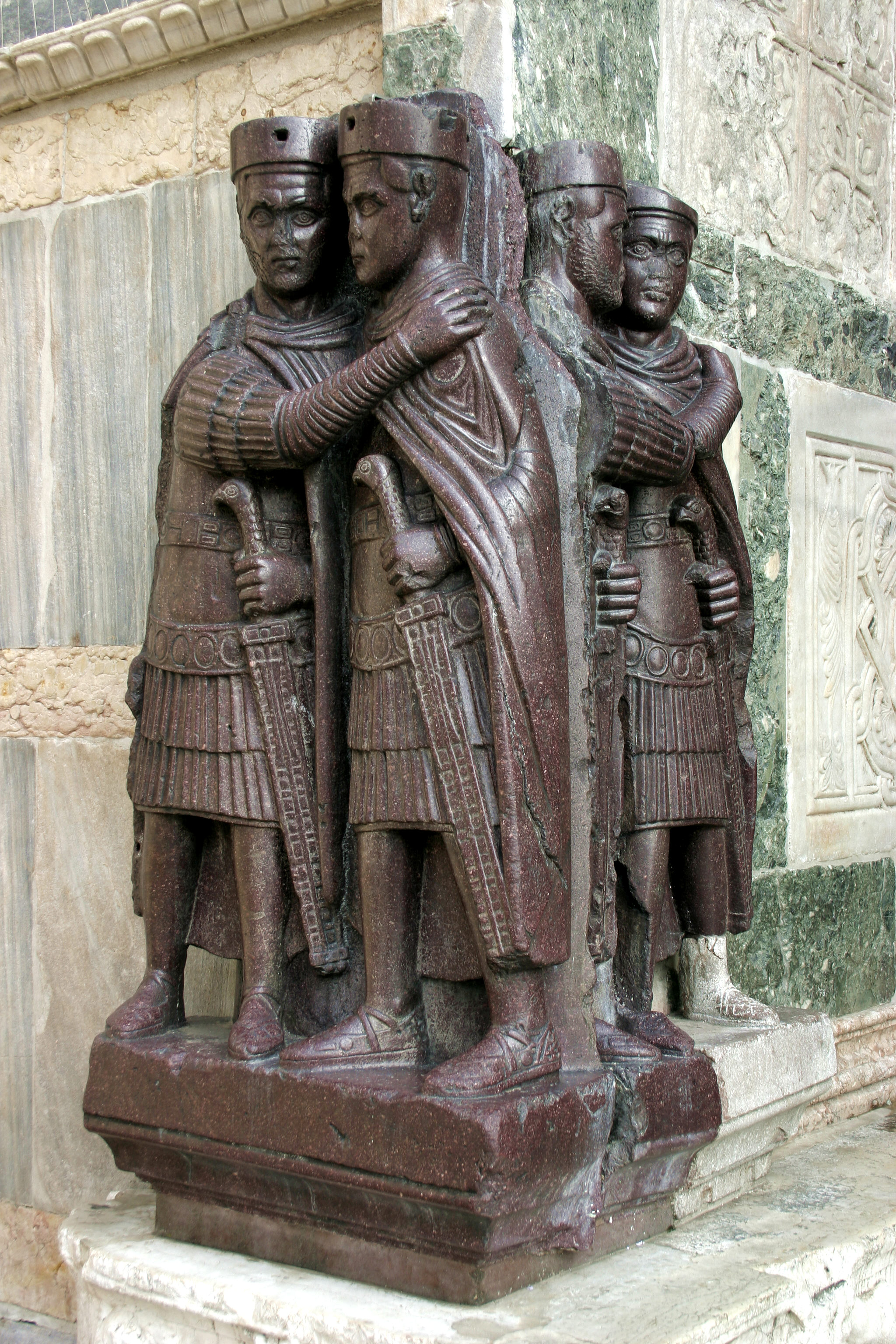
Sculptură reprezentând tetrarhia romană

Frontierele externe au fost în cea mai mare parte liniștite pentru restul Crizei din secolul al III-lea sau anarhia militară, deși între moartea lui Aurelian din 275 și accederea la domnie a lui Dioclețian zece ani mai târziu cel puțin opt împărați sau succesori la tron au fost uciși, mulți asasinați de către propriile trupe.
Diviziunea politică a Imperiului Roman a început sub Dioclețian. În 286, prin crearea tetrarhiei, i-a oferit partea de vest lui Maximian ca august și l-a numit pe Constantius Chlorus drept subordonat al său (cezar). Acest sistem a separat efectiv imperiul în patru părți și a creat capitale distincte în afară de Roma ca un mod de a evita neliniștea civililor care marcase secolul al III-lea. În vest, capitalele au fost Mediolanumul lui Maximian (azi Milano) și Trierul lui Constantius. La 1 mai 305, cei doi vechi Auguști s-au retras și au fost înlocuiți de Cezarii lor respectivi.

### Constantin cel Mare
Sistemul tetrarhiei a eșuat atunci când împăratul roman apusean, Constantius, a murit pe neașteptate în 306, și fiul său Constantin cel Mare a fost proclamat Augustus peste vest de către legiunile din Britania. O criză a urmat deoarece mai mulți pretendenți au încercat să conducă jumătatea vestică. În 308, Augustus de est, Galeriu, a organizat o conferință la Carnuntum care a reînviat tetrarhia prin împărțirea Occidentului între Constantin și Licinius. Constantin a fost mult mai interesat de cucerirea întregului imperiu. Printr-o serie de lupte în Est și Vest, Licinius și Constantin au stabilizat părțile lor, respectiv ale Imperiului Roman până în 314, și a început să concureze pentru controlul exclusiv al unui stat reîntregit. Constantin a ieșit victorios în 324, după predarea și uciderea lui Licinius în urma bătăliei de la Chrysopolis.
Tetrarhia s-a încheiat, dar ideea împărțirii Imperiului Roman între doi împărați a rămas validă. Împărații foarte puternici ar reuni sub conducerea lor, dar odată cu moartea lor, Imperiul Roman va fi divizat din nou între Est și Vest.

### A doua împărțire
Constantius s-a născut în 317, la Sirmium, Pannonia. A fost al treilea fiu al lui Constantin cel Mare, și al doilea al celei de-a doua soție a sa, Fausta, fiica lui Maximian. Constantius a fost făcut de către tatăl său Cezar la 13 noiembrie 324. Imperiul Roman a fost sub conducerea unui singur împărat, dar, cu moartea lui Constantin în 337, războiul civil a izbucnit între cei trei fii ai săi, împărțind Imperiul în trei. Occidentul a fost unificat în 340 sub Constans, care a fost asasinat în 350 din ordinul uzurpatorului Magnentius; după ce Magnentius a pierdut bătălia de la Mursa Major, o reunificare completă a întregului Imperiu a avut loc în 353 sub Constanțiu al II-lea.
Constanțiu al II-lea și-a concentrat puterea sale în Est și este considerată ca fiind primul împărat al Imperiului Bizantin. Sub conducerea sa, orașul Bizanț a fost pe deplin dezvoltat precum o capitală. În 361, Constanțiu al II-lea s-a îmbolnăvit și a murit, iar nepotul lui Constantin Chlorus, Iulian, care a servit ca Cezar sub Constanțiu al II-lea, a preluat puterea. Iulian a fost ucis în 363, în bătălia de la Samarra împotriva Imperiului Persan și a fost urmat de Iovian, care a domnit numai până în 364.

### Împărțirea definitivă
După moartea lui Iovian, Valentinian I a devenit împărat în 364. El a împărțit imediat Imperiul, oferindu-i jumătatea estică lui Valens, fratele său. Stabilitate nu a fost pentru mult timp, după cum conflictele cu forțele exterioare s-au intensificat. În 376, vizigoții au fugit din calea ostrogoților, care la rândul lor au fugit din calea hunilor, li s-a permis să treacă Dunărea și să se stabilească în Balcani de către conducerea din Est. Maltratarea a provocat o revoltă pe scară largă, iar în 378 au provocat o înfrângere armatei romane estice în bătălia de la Adrianopol, în care a murit, de asemenea, împăratul Valens. După jefuirea diferitelor așezări, au devenit oficial foederati, rămânând astfel un element destabilizator, precum și un element de stabilizare în cadrul Imperiului.
Mai mult decât în Est, a existat, de asemenea, opoziție în politica de creștinare a împăraților în jumătatea vestică a Imperiului. În 379, succesorul și fiul lui Valentinian I, Grațian, a refuzat să poarte mantia de Pontifex Maximus, iar în 382 a anulat drepturile preoților păgâni și a eliminat altarul păgân din Curia Romană, o decizie care a provocat nemulțumiri în rândul aristocrației, în mod tradițional păgână, a Romei. Teodosiu I a decretat mai târziu o interdicție privind păgânismul nativ și aplicarea în continuare a creștinismul ca religie oficială de stat.
Situația politică era instabilă. În 383, un general puternic și popular numit Magnus Maximus a preluat puterea în Occident și l-a forțat pe fratele vitreg a lui Grațian, Valentinian al II-lea, să fugă în spre est pentru ajutor; împăratul răsăritean Teodosiu I a restaurat prompt puterea. În 392, magister militum franc și păgân, Arbogast, l-a asasinat pe Valentinian al II-lea și a proclamat un senator obscur numit Eugeniu ca împărat.

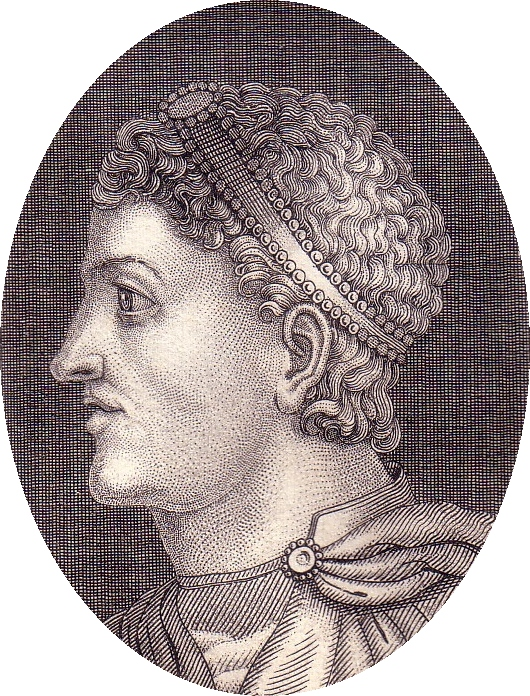
Teodosiu I

Rebeliunea a fost depășită în 394 de Teodosiu cel Mare, care a condus pentru scurt timp apoi un imperiu unit până la moartea sa survenită în 395. A fost ultimul împărat care și-a pronunțat puterea în ambele părți ale Imperiului Roman; Arcadius, fiul său mai mare, a moștenit jumătatea de est în timp ce tânărul Honorius a primit jumătatea vestică. Ambii erau încă minori. Honorius a fost plasat sub tutela magister militum jumătate barbar jumătate roman, Stilicho, în timp ce Rufinus a deținut puterea din spatele tronului în est. Rufinus și Stilicho au fost rivali, iar dezacordurile dintre instanțele din est și din vest în ceea ce privește dreptul de proprietate asupra Iliriei au fost abil exploatate de către regele got Alaric, care din nou, s-au răzvrătit după moartea lui Teodosiu I.
Stilicho a apărat abil Italia împotriva goților invadatori, dar nu a reușit să-i controleze pe vandali, alani, și suebii care au invadat Galia în număr. Stilicho a devenit o victimă a intrigilor de la curtea din Ravenna - în cazul în care curtea imperială din vest l-a înlocuit începând cu 402 - și a fost ulterior executat pentru înaltă trădare, în 408. În timp ce în Est a început o redresare și consolidare lentă, Occidentul a început să se prăbușească în întregime.

### Căderea Imperiului Roman de Apus
Rămas ca împărat după moartea lui Stilicho în 408, Honorius a domnit până la moartea sa în 423. Domnia sa a fost umplută cu uzurpări și invazii. În 410, Roma a fost jefuită de către forțele lui Alaric. Acest eveniment a făcut o mare impresie asupra contemporanilor, deoarece aceasta a fost prima dată de la invaziile galice din secolul al IV-lea î.Hr. când orașul a fost cucerit de un inamic străin. Succesorii lui Alaric i-au stabilit pe goții în Galia (412-418), de unde au funcționat ca aliați romani împotriva vandalilor, alanilor, suebilor și în Spania, și împotriva uzurpatorului Iovinus (413). Între timp, un alt uzurpator, Constantin (406-411), a debarcat din Britania cu trupele sale în Galia, în 407, lăsând populația romanizată în mâinilor invadatorilor, în primul rând de către picților și apoi de către saxoni, angli și iuți care au început să se stabilească definitiv în aprox. 440.

Campania lui Attila în Galia

Moartea lui Honorius în 423 a fost urmată de criză până când guvernul roman răsăritean, cu forța armelor l-a instalat pe Valentinian al III-lea ca împărat occidental în Ravenna, cu Galla Placidia în calitate de regent în timpul minorității fiului ei. După lupte violente cu mai mulți rivali, și împotriva dorinței lui Placidia, Aetius a crescut în rangul de magister militum. Aetius a fost capabil să stabilizeze oarecum situația militară din Imperiul de Apus, bazându-se în mare măsură pe aliații săi huni. Cu ajutorul lor, i-a învins pe burgunzi care, după 407, au ocupat o parte din sudul Galiei și s-au stabilit în Savoia ca aliați romani (433). Spre sfârșitul acelui secol, când puterea romană s-a slăbit drastic, burgunzii extinzându-și dominația pe valea Ronului.
Între timp, din pricina presiunii vizigoților și rebeliunii lui Bonifaciu, guvernatorul din Africa adus pe vandalii conduși de regele Gaiseric din Spania în 429. Ei s-au oprit temporar în Numidia (435) înainte de a trece spre est și să captureze Cartagina, de unde au stabilit un stat independent, cu o flotă puternică (439). Flota vandală a devenit un pericol constant la adresa comerțului maritim roman din coastele și insulele vestice și centrale ale Mării Mediterane.
În 444, hunii, care au fost angajați ca aliați romane de către Aetius, au fost uniți sub regele lor ambițios, Attila. Acesta se întoarce împotriva fostului lor aliat, hunii devenind o amenințare a Imperiului. Attila a primit apoi un motiv pentru ajutor, inelul Honoriei, sora împăratului. Sub amenințarea războiului, el a pretins jumătate din teritoriul Imperiului de Apus ca zestre.
Confruntându-se cu refuzul, el a invadat Galia, dar a fost oprit în bătălia de la Câmpiile Catalaunice de o armată combinată romano-germanică condusă de Aetius. În anul următor, Attila a invadat Italia și a început să mărșăluiască spre Roma, dar un focar de boală în armata sa, precum și motivul de pace oferit de Papa Leon, dar și rapoartele despre o campanie a lui Marcian îndreptate spre capitala sa, în Panonia l-au determinat să oprească această campanie. Pe neașteptate Attila a murit un an mai târziu (453).
Aetius a fost ucis în 454 de către Valentinian al III-lea, care a fost ucis doi ani mai târziu, în 456, de către suporterii huni ai generalului Aetius. Odată cu sfârșitul dinastiei Teodoriene, o nouă perioadă de luptă dinastică a urmat. Vandalii au profitat de neliniște și au navigat până la Roma, pe care au jefuit-o, în 455.
Instabilitățile cauzate de uzurpatori în Imperiul de Apus, au ajutat aceste triburi în cuceririle lor, iar începând cu anii 450 triburile germanice au devenit ele însăși uzurpatori. În următorii douăzeci de ani, mai mulți împărați apuseni au fost instalați de către Constantinopol, dar autoritatea lor era invocată de comandanți barbari (Ricimer (456-472), Gundobad (473-475)). Majorian a fost ultimul împărat care a organizat o campanie, în Galia și Spania în 458-460, înainte de a fi detronat și ucis de către Ricimer. Începând cu anii 460, controlul imperial a fost efectiv limitat la Italia și Galia de sud, care au refuzat să accepte numirea lui Ricimer de către Libius Severus în 461.
În 475, Oreste, un fost secretar a lui Attila, l-a exilat pe împăratul Julius Nepos din Ravenna și l-a proclamat pe fiul său, Romulus Augustus, împărat. În 476, Oreste a refuzat să-i acorde lui Odoacru și herulilor săi statutul de federalizați, fapt care a determinat o invazie. Oreste a fost ucis și Odoacru l-a destituit pe Romulus Augustus, instalându-se stăpân peste Italia și a trimis însemnele imperiale la Constantinopol.

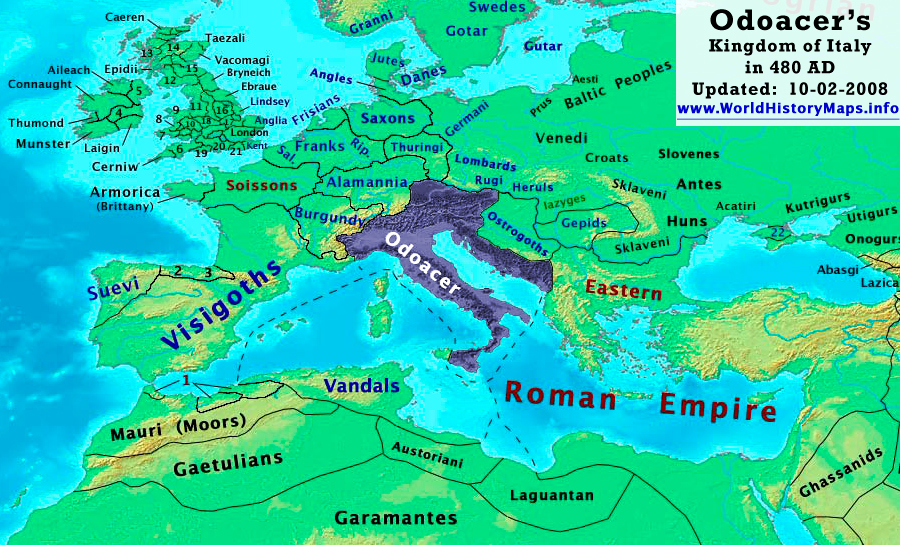
Regatul lui Odoacru

Trei state au continuat sub conducerea romană, într-o formă sau alta, după 476: Julius Nepos a controlat Dalmația până la asasinarea sa în 480. Syagrius a condus Domeniul Soissons până la asasinarea sa în 487. În cele din urmă, un teritoriu romano-maur a supraviețuit în Africa de Nord, rezistând incursiunilor vandalilor, devenind o parte a Imperiului Roman de Răsărit  în jurul anului 533 atunci când Belizarie i-a învins pe vandali.

### După căderea Apusului

#### Theodoric
Ultima speranță pentru un Imperiu reunificat a venit în 493, când Odoacru a fost înlocuit de Theodoric cel Mare, regele ostrogoților. Theodoric a fost forțat să apară subordonat lui Zeno, în scopul de-al elimina pe Odoacru. În timp ce, în principiu, Theodoric a fost un subordonat, un vicerege al împăratului de Est, de fapt, a fost egalul lui.
După moartea lui Theodoric în 526, jumătatea vestică a Imperiului a fost acum pe deplin controlată de către triburile germanice (deși mulți dintre ei au continuat să recunoască dreptul roman), în timp ce jumătatea estică s-a impus sub dinastia lui Iustinian. Răsăritul va face unele încercări de a recaptura Vest, dar Imperiul Roman nu a mai fost niciodată reunificat.

#### Recucerirea bizantină

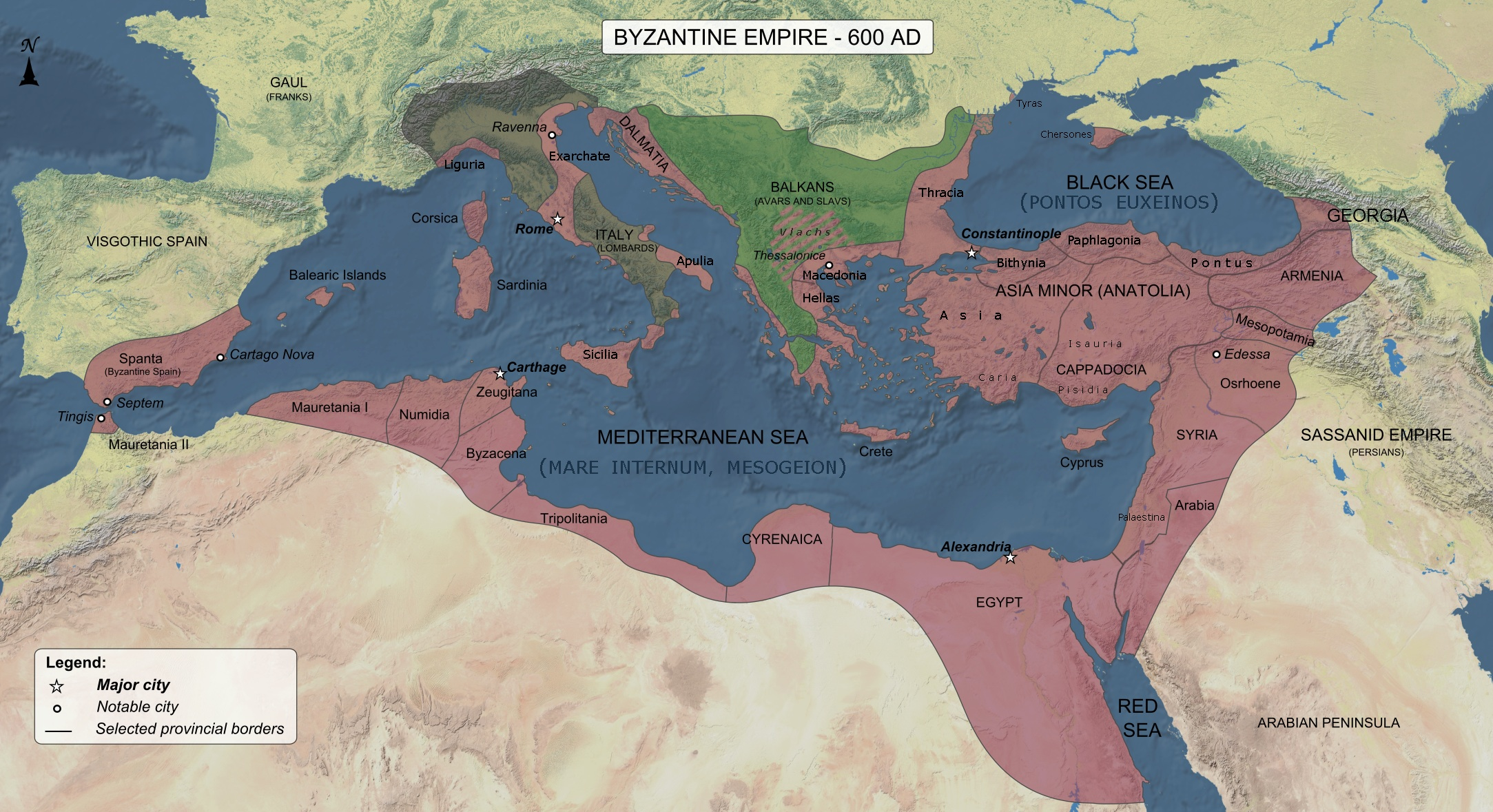
Imperiu bizantin în anul 600.

De-a lungul antichității târzii și a Evului Mediu timpuriu, Imperiul Roman de Răsărit sau Imperiul Bizantin, au prevăzut creanțe asupra zonelor occidentale, care a fost ocupat de mai multe triburi. În secolul al VI-lea, Imperiul Roman de Răsărit a reușit să recucerească zone întinse din fostul Imperiu Roman de Apus. Cel mai mare succes au avut campaniile generalilor Belizarie și Narses, în numele împăratului roman răsăritean Iustinian I (533 - 554). Teritoriul vandal care a ocupat fosta provincie romană Africa de Nord a fost recâștigat, în special pe teritoriul centrat în jurul orașului Cartagina. Un an mai târziu, Sicilia, Sardinia, Corsica, Dalmația, precum și Insulele Baleare au fost ușor de capturat de către legiunile romane invadatoare. Campania în cele din urmă s-a mutat în Italia și bizantinii au recucerit-o complet. Teritorii minore au fost capturate în vest precum coasta de sud a Peninsulei Iberice. Dar deja în 568, la trei ani după ce Iustinian a murit, lombarzii au invadat Italia.